# Cal Martí (Oristà)
Cal Martí és una obra d'Oristà (Lluçanès) inclosa a l'Inventari del Patrimoni Arquitectònic de Catalunya.

## Descripció
Conjunt format per un mas i una petita pallissa al seu davant.
La masia és un edifici de planta rectangular que estava construït amb murs de pedres irregualrs i morter, actualment s'ha recobert les parets exteriors amb ciment en una recent restauració. La casa consta de planta baixa i dos pisos.
Algunes de les finestres i la porta conserven la llinda. A la llinda de la porta es pot llegir la data de 1771 amb l'anagrama de crist al mig.
Pallissa
Edifici de petites dimensions, construït amb pedres irregulars i morter. Format per dues plantes, la superior amb un accés per una porta de mig punt. Fa poc temps, una reforma va elevar el sostre tot i conservar l'accés original.

## Història
A la llinda de la porta d'entrada de la casa hi ha la data 1771.